# Nosedo (Mailand)
Nosedo (lombardisch Nosed [nuˈzeːt]) ist ein Stadtteil der norditalienischen Großstadt Mailand. Er befindet sich im Südosten der Stadt und ist zwischen den 4. und 5. Stadtbezirken geteilt.

## Geschichte

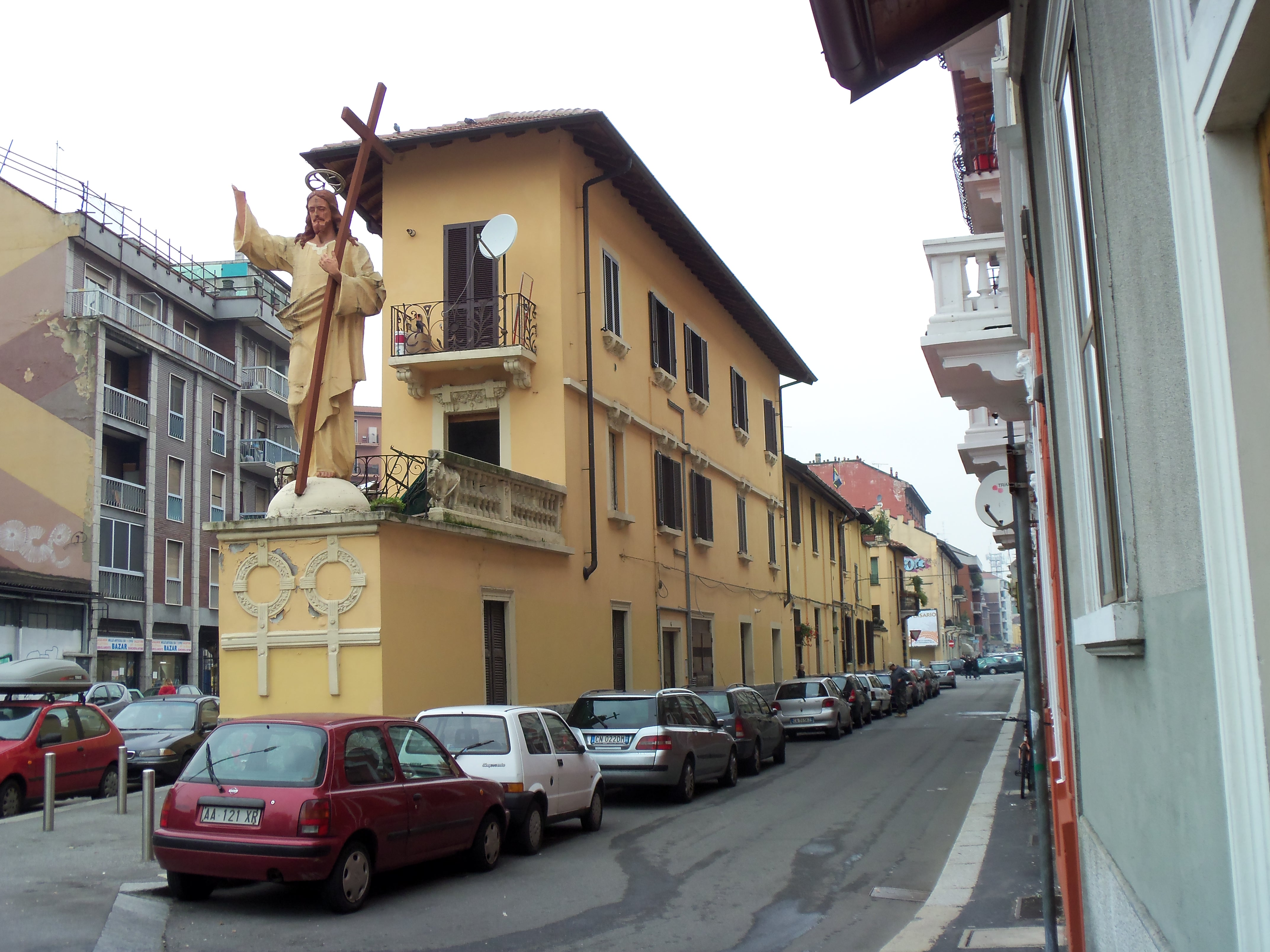
Die markante Jesus-Statue in der Via San Dionigi

Nosedo war ursprünglich eine zum Pfarrbezirk San Donato gehörende Gemeinde.
1808 wurde Nosedo per Napoleonischen Dekret mit vielen anderen Vororten nach Mailand eingemeindet. Mit der Wiederherstellung des Österreichischen Herrschafts wurde die Gemeinde 1816 wieder selbstständig.
An der Gründung des Königreichs Italien (1861) zählte die Gemeinde Nosedo 393 Einwohner. Nur wenige Jahre später, 1870, verlor Nosedo endgültig ihre Selbstständigkeit und wurde in die Gemeinde Chiaravalle Milanese eingemeindet, die ebenfalls 1923 in die Stadt Mailand eingemeindet wurde.